# Lizonia sexangularis
Lizonia sexangularis är en svampart som beskrevs av Döbbeler & Poelt 1978. Lizonia sexangularis ingår i släktet Lizonia och familjen Pseudoperisporiaceae.   Inga underarter finns listade i Catalogue of Life.